# IC 4263
IC 4263 est une galaxie spirale barrée vue par la tranche et située dans la constellation des Chiens de chasse. Sa vitesse par rapport au fond diffus cosmologique est de 2 887 ± 13 km/s, ce qui correspond à une distance de Hubble de 42,6 ± 3,0 Mpc (∼139 millions d'al). Elle a été découverte par l'astronome américain James Edward Keeler en 1899.
La classe de luminosité d'IC 4263 est IV et elle présente une large raie HI. En raison d'une brillance de surface égale à 14,20 mag/am2, on peut qualifier IC 4263 de galaxie à faible brillance de surface (LSB en anglais pour low surface brightness). Les galaxies LSB sont des galaxies diffuses (D) avec une brillance de surface inférieure de moins d'une magnitude à celle du ciel nocturne ambiant.
À ce jour, six mesures non basées sur le décalage vers le rouge (redshift) donnent une distance de 40,150 ± 2,601 Mpc (∼131 millions d'al), ce qui est à l'intérieur des valeurs de la distance de Hubble.

## Groupe de M51
Selon A.M. Garcia, la galaxie IC 4263 fait partie d'un groupe de galaxies qui compte au moins 10 membres, le groupe de M51 (NGC 5194 dans l'article de Garcia). Les autres membres de ce groupe sont NGC 5023, M63 (NGC 5055), M51 (NGC 5194), NGC 5195, NGC 5229, UGC 8215, UGC 8308, UGC 8320 et UGC 8331. Même si IC 4263 est dans la même région du ciel, il s'agit manifestement d'une erreur, car cette galaxie est au moins cinq fois plus éloignée que les autres membres mentionnées par Garcia.